# Phreatia
Phreatia – rodzaj roślin z rodziny storczykowatych (Orchidaceae). Obejmuje 218 gatunków występujących w Azji, Australii i Oceanii w takich krajach i regionach jak: Andamany, Asam, Archipelag Bismarcka, Borneo, Kambodża, Karoliny, Chiny, Wyspa Bożego Narodzenia, Himalaje, Fidżi, Indie, Jawa, Małe Wyspy Sundajskie, Moluki, Mariany, Nowa Kaledonia, Nowa Gwinea, Niue, Norfolk, Filipiny, Queensland, Samoa, Wyspy Towarzystwa, Wyspy Salomona, Sri Lanka, Celebes, Tajwan, Tajlandia, Tonga, Vanuatu, Wietnam, Wallis i Futuna.

## Systematyka
Rodzaj sklasyfikowany do podplemienia Thelasiinae w plemieniu Podochileae, podrodzina epidendronowe (Epidendroideae), rodzina storczykowate (Orchidaceae), rząd szparagowce (Asparagales) w obrębie roślin jednoliściennych.
Wykaz gatunków
- Phreatia acuminata J.J.Sm.
- Phreatia albiflora Ridl.
- Phreatia albofarinosa Ormerod
- Phreatia alpina J.J.Sm.
- Phreatia altigena Schltr.
- Phreatia amabilis P.Royen
- Phreatia amesii Kraenzl.
- Phreatia angustifolia Schltr.
- Phreatia aristulifera Ames
- Phreatia asciiformis J.J.Sm.
- Phreatia beiningiana Schltr.
- Phreatia bicallosa Ridl.
- Phreatia bicostata J.J.Sm.
- Phreatia biechinata Ormerod
- Phreatia bigibbosa J.J.Sm.
- Phreatia bigibbula Kores
- Phreatia bismarckiensis Schltr.
- Phreatia brachyphylla Schltr.
- Phreatia brachyphyton Schltr.
- Phreatia brachystachys Schltr.
- Phreatia bracteata Schltr.
- Phreatia brevicaulis Schltr.
- Phreatia brevis Schltr.
- Phreatia breviscapa J.J.Sm.
- Phreatia bulbophylloides Schltr.
- Phreatia caespitosa J.J.Sm.
- Phreatia canaliculata J.J.Sm.
- Phreatia carolinensis Schltr.
- Phreatia caudata Schltr.
- Phreatia caudiflora Gilli
- Phreatia caulescens Ames
- Phreatia chionantha Schltr.
- Phreatia cladophylax (Rchb.f.) Kraenzl.
- Phreatia coelonychia Schltr.
- Phreatia collina J.J.Sm.
- Phreatia concinna Ridl.
- Phreatia constricta Schltr.
- Phreatia crassifolia Ridl.
- Phreatia crassiuscula Nicholls
- Phreatia crinonioides Schltr.
- Phreatia cryptostigma Schltr.
- Phreatia cucullata J.J.Sm.
- Phreatia curvata (Gilli) Ormerod
- Phreatia cylindrostachya Schltr.
- Phreatia deltoides J.J.Sm.
- Phreatia dendrochiloides Schltr.
- Phreatia dendrophylax (Rchb.f.) Kraenzl.
- Phreatia densiflora (Blume) Lindl.
- Phreatia densispica Ridl.
- Phreatia densissima J.J.Sm.
- Phreatia dischorensis Schltr.
- Phreatia djamuensis Schltr.
- Phreatia dulcis J.J.Sm.
- Phreatia elegans Lindl.
- Phreatia elongata Schltr.
- Phreatia epimonticola J.M.H.Shaw
- Phreatia falcata Ridl.
- Phreatia finisterrae Schltr.
- Phreatia flaccida Ridl.
- Phreatia flavovirens Kores
- Phreatia formosana Rolfe ex Hemsl.
- Phreatia foveata Carr
- Phreatia ganggapensis P.Royen
- Phreatia gillespiei Kores
- Phreatia giluwensis Ormerod
- Phreatia gladiata (A.Rich.) Lindl.
- Phreatia goliathensis J.J.Sm.
- Phreatia goodspeediana A.D.Hawkes
- Phreatia govidjoae Schltr.
- Phreatia gracilis Schltr.
- Phreatia grandiflora J.J.Sm.
- Phreatia habbemae J.J.Sm.
- Phreatia hartleyi Ormerod
- Phreatia hollandiana J.J.Sm.
- Phreatia hypsorrhynchos Schltr.
- Phreatia imitans Schltr.
- Phreatia infundibuliformis Ames
- Phreatia inversa Schltr.
- Phreatia iridifolia Schltr.
- Phreatia jadunae Schltr.
- Phreatia jayaweerae Ormerod
- Phreatia kaindiensis Ormerod
- Phreatia kanehirae Fukuy.
- Phreatia kaniensis Schltr.
- Phreatia kempfii Schltr.
- Phreatia kempteri Schltr.
- Phreatia keysseri Schltr.
- Phreatia klabatensis Schltr.
- Phreatia klossii Ridl.
- Phreatia koordersii Rolfe
- Phreatia kusaiensis Tuyama
- Phreatia ladronica Tuyama
- Phreatia lalana Ormerod
- Phreatia lasioglossa Schltr.
- Phreatia latipetala J.J.Sm.
- Phreatia laxa Schltr.
- Phreatia laxiflora (Blume) Lindl.
- Phreatia leioglossa Schltr.
- Phreatia leptophylla Schltr.
- Phreatia leucostachya Schltr.
- Phreatia limenophylax (Endl.) Rchb.f.
- Phreatia lindleyi (Brongn.) Benth. & Hook.f. ex B.D.Jacks.
- Phreatia linearifolia Schltr.
- Phreatia linearis Ridl.
- Phreatia listeri Rolfe
- Phreatia listrophora Ridl.
- Phreatia longibractea Schltr.
- Phreatia longibracteata Ridl.
- Phreatia longicaulis Schltr.
- Phreatia loriae Schltr.
- Phreatia luzoniensis Rolfe ex Ames
- Phreatia macra Schltr.
- Phreatia masarangica Schltr.
- Phreatia matthewsii Rchb.f.
- Phreatia maxima Kraenzl.
- Phreatia mearnsii Ames
- Phreatia mentosa Schltr.
- Phreatia micholitzii Schltr.
- Phreatia micrantha (A.Rich.) Lindl.
- Phreatia microphyton Schltr.
- Phreatia microtatantha Schltr.
- Phreatia millikenii Ormerod
- Phreatia minahassae Schltr.
- Phreatia minima Schltr.
- Phreatia modesta Ridl.
- Phreatia montana Ridl.
- Phreatia monticola Schltr.
- Phreatia morii Hayata
- Phreatia muscicola P.Royen
- Phreatia myriantha Schltr.
- Phreatia navicularis J.J.Sm.
- Phreatia nebularum Schltr.
- Phreatia negrosiana Ames
- Phreatia nutans J.J.Sm.
- Phreatia oreogena Schltr.
- Phreatia oreophylax Rchb.f.
- Phreatia pacifica Fukuy.
- Phreatia padangensis Schltr.
- Phreatia palawensis (Schltr.) Tuyama
- Phreatia paleata (Rchb.f.) Rchb.f.
- Phreatia palmifrons Ormerod
- Phreatia papuana Ridl.
- Phreatia pentagona Kores
- Phreatia petiolata Schltr.
- Phreatia pholidotoides Schltr.
- Phreatia phreatioides (J.J.Sm.) L.O.Williams
- Phreatia pisifera J.J.Sm.
- Phreatia plagiopetala Schltr.
- Phreatia plantaginifolia (J.Koenig) Ormerod
- Phreatia platychila (Kraenzl.) Schltr.
- Phreatia platyclinoides Ridl.
- Phreatia pleistantha Schltr.
- Phreatia plexauroides Rchb.f.
- Phreatia polyantha Schltr.
- Phreatia potamophila Schltr.
- Phreatia procera Ridl.
- Phreatia protensa Schltr.
- Phreatia pseudothompsonii Tuyama
- Phreatia pulchella Ridl.
- Phreatia pumilio Schltr.
- Phreatia pusilla (Blume) Lindl.
- Phreatia quadrata Schltr.
- Phreatia quinquelobulata J.J.Sm.
- Phreatia ramosii Ames
- Phreatia renilabris J.J.Sm.
- Phreatia repens J.J.Sm.
- Phreatia resiana J.J.Sm.
- Phreatia rhomboglossa Schltr.
- Phreatia rotundata J.J.Sm.
- Phreatia rupestris J.J.Sm.
- Phreatia ryozoana Tuyama
- Phreatia saccifera Schltr.
- Phreatia sarasinorum Kraenzl.
- Phreatia sarawaketensis Ormerod
- Phreatia scandens J.J.Sm.
- Phreatia scaphioglossa Schltr.
- Phreatia schoenorchis J.J.Sm.
- Phreatia seleniglossa Schltr.
- Phreatia semiorbicularis J.J.Sm.
- Phreatia seranica J.J.Sm.
- Phreatia similis Schltr.
- Phreatia simplex Schltr.
- Phreatia sinadjiensis J.J.Sm.
- Phreatia sororia Schltr.
- Phreatia spathilabia Schltr.
- Phreatia spathulata J.J.Sm.
- Phreatia stenophylla Schltr.
- Phreatia stenostachya (Rchb.f.) Kraenzl.
- Phreatia stipulata Schltr.
- Phreatia stresemannii J.J.Sm.
- Phreatia subalpina P.Royen
- Phreatia subcrenulata Schltr.
- Phreatia sublata N.Hallé
- Phreatia subsaccata J.J.Sm.
- Phreatia subsacculata Schltr.
- Phreatia subtriloba Schltr.
- Phreatia sulcata (Blume) J.J.Sm.
- Phreatia sumatrana Schltr.
- Phreatia tafana Ormerod
- Phreatia tahitensis Lindl.
- Phreatia taiwaniana Fukuy.
- Phreatia tenuis Schltr.
- Phreatia teretifolia (Gilli) Ormerod
- Phreatia tetrafolia P.O'Byrne
- Phreatia thompsonii Ames
- Phreatia tjibodasana J.J.Sm.
- Phreatia transversiloba Schltr.
- Phreatia trilobulata Schltr.
- Phreatia urostachya Schltr.
- Phreatia vaginata Schltr.
- Phreatia valida Schltr.
- Phreatia vandenbergiae Ormerod
- Phreatia vanimoana Ormerod
- Phreatia vanoverberghii Ames
- Phreatia vanuatensis T.Yukawa
- Phreatia virescens Schltr.
- Phreatia wenzelii Ames
- Phreatia xantholeuca Kraenzl.